# Dungannon
Dungannon (irl. Dún Geanainn) – miasto w Wielkiej Brytanii (Irlandia Północna; w Hrabstwie Tyrone). Według danych ze spisu ludności w 2011 roku liczyło 14 340 mieszkańców – 7123 mężczyzn i 7217 kobiet.